# Olyra standleyi
Olyra standleyi är en gräsart som beskrevs av Albert Spear Hitchcock. Olyra standleyi ingår i släktet Olyra och familjen gräs. Inga underarter finns listade i Catalogue of Life.